# Colonia Tecmilco
Colonia Tecmilco är en ort i Mexiko.   Den ligger i kommunen Tepoztlán och delstaten Morelos, i den sydöstra delen av landet, 50 km söder om huvudstaden Mexico City. Colonia Tecmilco ligger 1 656 meter över havet och antalet invånare är 107.
Terrängen runt Colonia Tecmilco är varierad, och sluttar söderut. Runt Colonia Tecmilco är det ganska tätbefolkat, med 179 invånare per kvadratkilometer. Närmaste större samhälle är Cuernavaca, 18,4 km väster om Colonia Tecmilco. I omgivningarna runt Colonia Tecmilco växer huvudsakligen savannskog.